# Erika Mann
Erika Mann, född den 9 november 1905 i München, död den 27 augusti 1969 i Zürich, var en tysk skådespelare, journalist och författare, dotter till Thomas Mann.

## Biografi
Erika Mann var syster till Klaus och Golo Mann, brorsdotter till Heinrich Mann. 
Erika Mann studerade till skådespelare i Berlin, men hade samtidigt redan fått många engagemang på tyska scener, vilket ledde till att hon avbröt sina studier. 
Åren 1926–1929 var hon gift med Gustaf Gründgens. Hon hade även relationer med Therese Giehse, Annemarie Schwarzenbach och Betty Knox.
Tillsammans med sin bror Klaus gav hon sig 1927 ut på en resa runt jorden, som resulterade i boken Rundherum. 
Hon hade även en roll i Leontine Sagans film Brytningstider (Mädchen in Uniform, 1931), där hon spelade Fräulein von Atems.
Erika Mann grundade kort före nazismens maktövertagande 1933 den politiska kabaréscenen Die Pfeffermühle och var en av de mest konsekventa och engagerade motståndarna till Hitler. Hon emigrerade först till Schweiz, där hon fortsatte driva Die Pfeffermühle. 
1935 blev hon fråntagen sitt tyska medborgarskap, men blev samma år genom ett konstruerat äktenskap med författaren W.H. Auden brittisk medborgare.
Tillsammans med fadern, modern och den övriga syskonskaran emigrerade Erika Mann 1937 till USA. Hon fick en ledande roll i motståndsrörelsen mot Hitler bland de tyska intellektuella i USA, och utövade också stort inflytande på sin far, som tog allt större del i det aktiva motståndet mot nazismen.
1938 reste Erika och Klaus Mann till Spanien för att rapportera från spanska inbördeskriget. Hon vistades sedan fram till 1952 i USA och var under andra världskriget verksam som journalist för BBC och även den amerikanska armén. Erika Mann återvände 1952 tillsammans med sina föräldrar till Schweiz, där hon avled 1969.
Bland Erika Manns skrifter finns också ett antal barnböcker.

## Böcker översatta till svenska
- Stoffel tjuvflyger (översättning Milly Jungmarker, Natur och kultur, 1933) (Stoffel fliegt übers Meer, 1932)
- Tio miljoner barn: uppfostran och undervisning i Tredje riket (översättning Gustaf Lundgren, Natur och kultur, 1939) (Zehn Millionen Kinder: die Erziehung der Jugend im Dritten Reich, 1938)
- Gänget avslöjar (ill. av Richard Erdös, översättning Börje Söderlund, Natur och kultur, 1944) (A gang of ten)
- Morbror Mick trollar (ill. av Sten Rinaldo, okänd översättare, Rabén & Sjögren, 1950) (Zauberonkel Muck)
- Klaus (ill. av Rita Rapp, översättning Åke Holmberg, Rabén & Sjögren, 1950) (Wenn ich ein Zugvogel wär!)
- Klaus och hans vänner (ill. av Rita Rapp, (översättning Gertrud Zetterholm, Rabén & Sjögren, 1956) (Till bei den Zugvögeln)
- Wagner och vår tid: essäer, betraktelser, brev (av Thomas Mann, utg. av Erika Mann, översättning Kajsa Rootzén, PAN/Norstedt, 1968) (Wagner und unsere Zeit)